# District de Rangitikei
Pour les articles homonymes, voir Rangitikei.

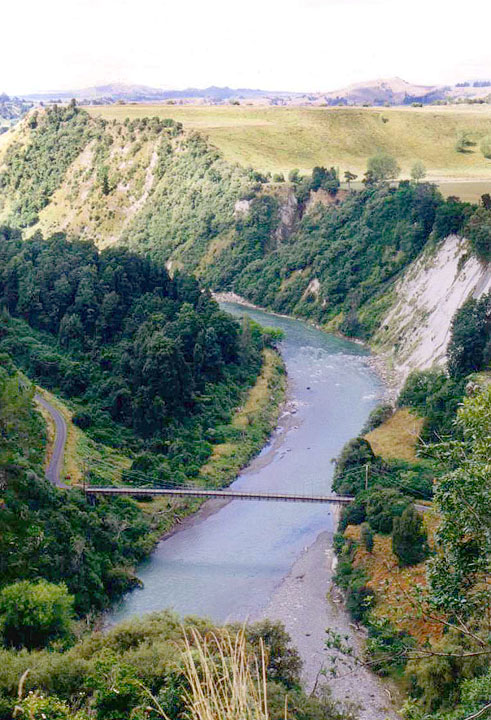
Le Rangitikei près de Bulls

Le district de Rangitikei est situé en grande partie dans la région de Manawatu-Wanganui, sur l'île du Nord de la Nouvelle-Zélande ; une petite partie (13,63 % de sa superficie) se situe dans la région de Hawke's Bay. Il est dans le sud-ouest de l'île, dans le bassin du fleuve du même nom.
Situé au nord de Wellington, le district s'étend sur 4 538 km2, du South Taranaki Bight (en) jusqu'au  
plateau volcanique de l'île du Nord. Il inclut les villes de Taihape, Bulls, Marton, Hunterville et Mangaweka.
Le recensement de 2006 y a compté 14 712 habitants, dont 4 680 à Marton, ville principale et siège du conseil du district.

## Sources
- (en) Cet article est partiellement ou en totalité issu de l’article de Wikipédia en anglais intitulé « Rangitikei District » (voir la liste des auteurs).
- (en) Rangitikei District Council
- (en) Final counts – census night and census usually resident populations, and occupied dwellings - Manawatu-Wanganui, Statistics New Zealand